# Budy Stoki
Budy Stoki (alt. Stoki-Budy) – dawna wieś, od 1946 w granicach Łodzi, na obszarze dzielnicy Widzew we wschodniej części miasta. Rozpościerała się w przybliżeniu między ulicami Listopadową a Zaspową. Nazwa Budy Stoki nie występuje w systemie TERYT.

## Historia
Dawniej samodzielna wieś. Od 1867 w gminie Nowosolna. W okresie międzywojennym należała do powiatu łódzkiego w woj. łódzkim. W 1921 roku wieś Stoki-Budy liczyła 173 mieszkańców. 1 września 1933 utworzono gromadę (sołectwo) Budy Stoki w granicach gminy Nowosolna, składającą się z samej wsi Budy Stoki. Podczas II wojny światowej miejscowość włączono do III Rzeszy. 
Po wojnie Budy Stoki powróciły na krótko do powiatu łódzkiego woj. łódzkim, lecz już 13 lutego 1946 włączono je do Łodzi.